# Sodom
Sodom je německá thrash metalová kapela z Gelsenkirchenu, založená v roce 1982. Skupina prošla mnoha změnami v sestavě — jediným stálým členem je baskytarista a zpěvák Tom Angelripper. Současnou sestavu tvoří Angelripper, kytaristé Frank „Blackfire“ Gosdzik (člen Sodom v letech 1987 až 1989, od roku 2018 znovu) a Yorck Segatz a bubeník Toni Merkel. Sodom bývá označována jako jedna z „Velké čtyřky“ tzv. teutonského thrash metalu, spolu s kapelami Kreator, Destruction a Tankard. Sodom heavily influenced the German black metal scene, Sodom měli velký vliv na německou black metalovou scénu a jsou považováni za průkopníka death metalu. Mike McPadden napsal, že Sodom, je nejvíce „Venom načernalá“ z německé „Trojice králů“ (Destruction a Kreator jsou ti další dva), a dále propojili thrash a death metal do „zlého a dekadentního zvuku“.
Sodom vydali šestnáct studiových alb, tři živá alba, dvě kompilační alba a sedm EP. Prvního komerčního úspěchu dosáhli se svým třetím studiovým albem Agent Orange (1989), které bylo jedním z prvních thrash metalových alb, jež se dostalo do německé albové hitparády — dosáhlo tam na 36. místa. Jejich nejnovější studiové album The Arsonist vyšlo 27. června 2025. Sodom patří mezi nejprodávanější thrash metalové kapely všech dob, prodali více než dvě miliony desek.

## Historie
V raných začátcích Sodom zaměřovali své texty na satanistickou a okultní tematiku, ale jejich hlavním námětem se později stala především válka. To vedlo některé lidi k domněnce, že je kapela militaristická a dokonce propaguje fašismus. Při znalosti okolností je však zcela evidentní, že texty jsou protiválečné. V rozhovoru pro portál Metalkings.com Tom Angelripper řekl:
„Proč píšeme o válce? Protože válku nechceme. To, co opravdu chceme je popsat to, jak je válka špatná. Třeba refrén písně Ausgebombt dává jasné poselství: ne obchodu se smrtí, ne obchodu se zbraněmi, hlavně se poučit z minulosti!“

### Vznik a raná blackmetalová léta (1981–1986)

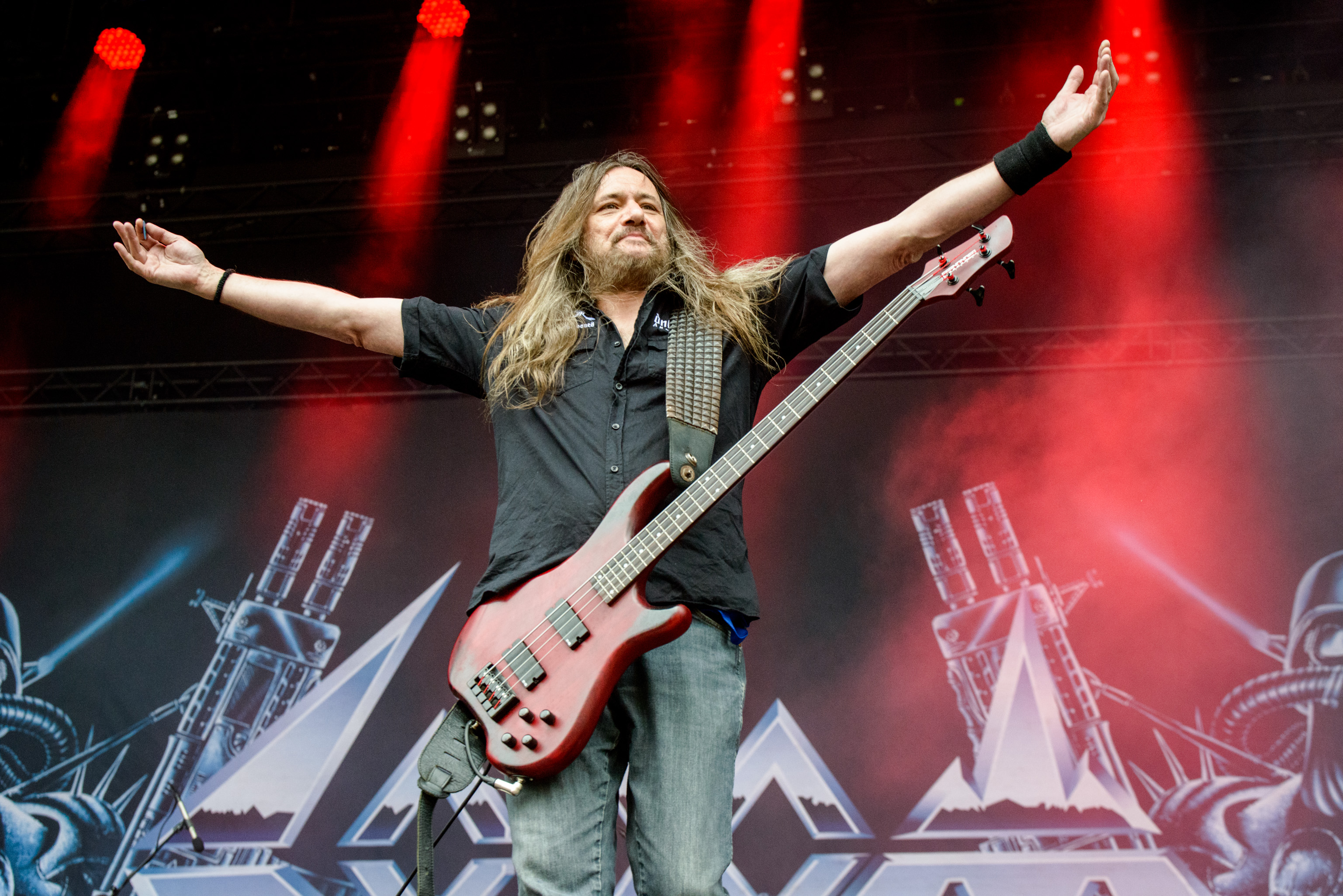
Tom Angelripper v roce 2016

Původní sestava Sodom se skládala ze čtyř členů: Tom Angelripper (basa, vokál), Bloody Monster (bicí), Arius Blasphemer (kytara) a Aggressor (kytara). Kapela byla založena Tomem, jako zoufalý pokus dostat se pryč z uhelných dolů v jeho rodném městě Gelsenkirchen, kde museli pracovat. Skupina se stala skutečně činnou až ve chvíli, kdy se k ní připojil nový bubeník Chris „Witchhunter“ Dudek (nahradil Bloody Monstera). Chris už měl zkušenosti s psaním hudby v některých svých školních projektech, a tak učil zbývající dva členy jak psát písně. Beroucí inspiraci z kapel jako Motörhead, Venom, Tank, Rainbow a AC/DC skupina pokračovala jako trio „Motörhead-fashion“. V této sestavě nahráli dvě dema, díky kterým jim byla nabídnuta smlouva u SteamhammerRecords.
Kytarista Frank „Aggressor“ Testegen opustil kapelu krátce před vydáním prvního EP In the Sign of The Evil (obecně je považováno za základní kámen raného black metalu) a byl nahrazen Josefem "Grave Violatorem" Dominicem, který však nesetrval dlouho a po nahrání EP odešel. Jeho náhradníkem se stal Michael „Destruktor“ Wulf. S ním kapela nahrála první dlouhohrající debutové album Obsessed by Cruelty. Ani on však u Sodom nesetrval dlouho. Krátce po vydání alba přešel k Millemu Petrozzovi do Kreator (s nimi hrál až do roku 1993, kdy zemřel při nehodě na motorce).

### První thrashové období a rostoucí popularita (1987–1990)
Z větší části nebyli Sodom zpočátku bráni vážně, různými kritiky byli popisováni jako „druhořadý klon Venom s polo-nápaditými texty“. Toto nelichotivé označení změnil další kytarista Frank „Blackfire“ Gosdzik. Ten přišel vyplnil kytarové místo, které po sobě zanechal Michael Wulf. Frank přesvědčil Toma, že thrash metal se nezabývá jen hororovými/okultními/satanskými tématy jako např. Venom, a proto musí přijmout i politická, sociální a protiválečná témata.
Tom se už dříve o války zajímal, ale nechtěl udělat ze Sodom „válečnou“ kapelu. Nová inspirace vyvrcholila druhým úspěšným albem Persecution Mania. Nový lyrický a hudební přístup ze strany Franka přivodil kapele značný ohlas (stejně jako maskot v plynové masce „Knarrenheinz“, který se poprvé objevil právě na obalu druhého alba). Na podporu svého počinu se Sodom rozjeli na turné po Evropě se švýcarskou thrash metalovou kapelou Coroner. Po turné, které trvalo většinu roku 1988, se kapela vrátila do studia, aby nahrála další album. Dostalo název Agent Orange a prodalo se ho 100 000 kopií jen v samotném Německu. Tento obrovský úspěch zajistil Sodom slávu a uznání celosvětové metalové scény. Tím se Sodom postavili na roveň Destruction, Kreator a Tankard jako jedny z největších německých thrash metalových kapel. V současnosti se Agent Orange prodalo více kopií, než kteréhokoliv německého thrash metalového alba na světě!
I přes profesní úspěch však uvnitř kapely vznikaly problémy. Tom a Chris propadli alkoholu. Frank byl unavený ze skládání hudby a tažení celé kapely, proto mu Mille Petrozza nabídl místo v Kreator. Sodom tedy opět přišli o kytatistu a Angelripper hledal urychleně náhradu a našel Michaela Hoffmana, bývalého člena německých Assassin.

### Změny ve formaci (1990–1997)
S touto sestavou vydali Sodom (v roce 1990) album Better Off Dead. Kapela v rámci turné na podporu tohoto alba poprvé zavítala i do jižní Ameriky. V Brazílii však kytarista Hoffmann dostal skvělou pracovní nabídku z věhlasného nahrávacího studia, kterou přijal a tím kapela opět přišla o kytaristu. Nahradil jej Andy Brings, se kterým Sodom (v roce 1992) nahráli nové album Tapping The Vein. Toto album se od předchozího lišilo více death metalovým zvukem. Bylo to i poslední album, kde bicí nahrál Chris „Witchunter“ Dudek. Výměnou za něj usedl za bicí soupravu Guido „Atomic Steif“ Richter (dříve bubnoval v Holy Moses a Living Death).
Kapela nahrála album Get What You Deserve (1994). Zatímco na předchozím albu kapela nabrala spíše death metalový zvuk, tato deska zněla spíše punkově. Důkazem toho bylo i to, že měla groteskní obal (představoval mrtvého muže ležícího v posteli a svázanou ženu poblíž). Mnoho fanoušků však tento „nový zvuk“ spíše odradil.
Toto období také ohlašovalo počátek menšího neúspěchu. V 90. letech byl tento úpadek pro thrashovou vlnu charakteristický. Bylo to zapříčiněno výbuchem oblíbenosti grunge. Původní thrashová generace byla odsunuta do pozadí. Angelripper také začal sólovou kariéru. Jeho sólové počiny byly nahony vzdálené od hudby Sodom. Skládal dojemné pijácké písně a přezpíval dokonce typické vánoční koledy.
I přes menší oblíbenost však Sodom pokračovali dál. V roce 1995 nahráli album Masquerade In Blood. Znovu bylo třeba nalézt kytaristu. Nová volba Dirk „Strahli“ Strahlmeier však nezůstal v kapele příliš dlouho. Byl zatčen a uvězněn za distribuci drog. V té době Sodom opustil i bubeník Atomic Steif a Angelripper tak musel znovu vytvořit schopnou sestavu. Tou se stal kytarista Bert „Bernemann“ Kost a bubeník Bobby Schottkowski. Tato sestava se stabilizovala a přetrvala až do prosince 2010, kdy Schottkowski odešel.

### Návrat k thrash metalu (1998–2008)

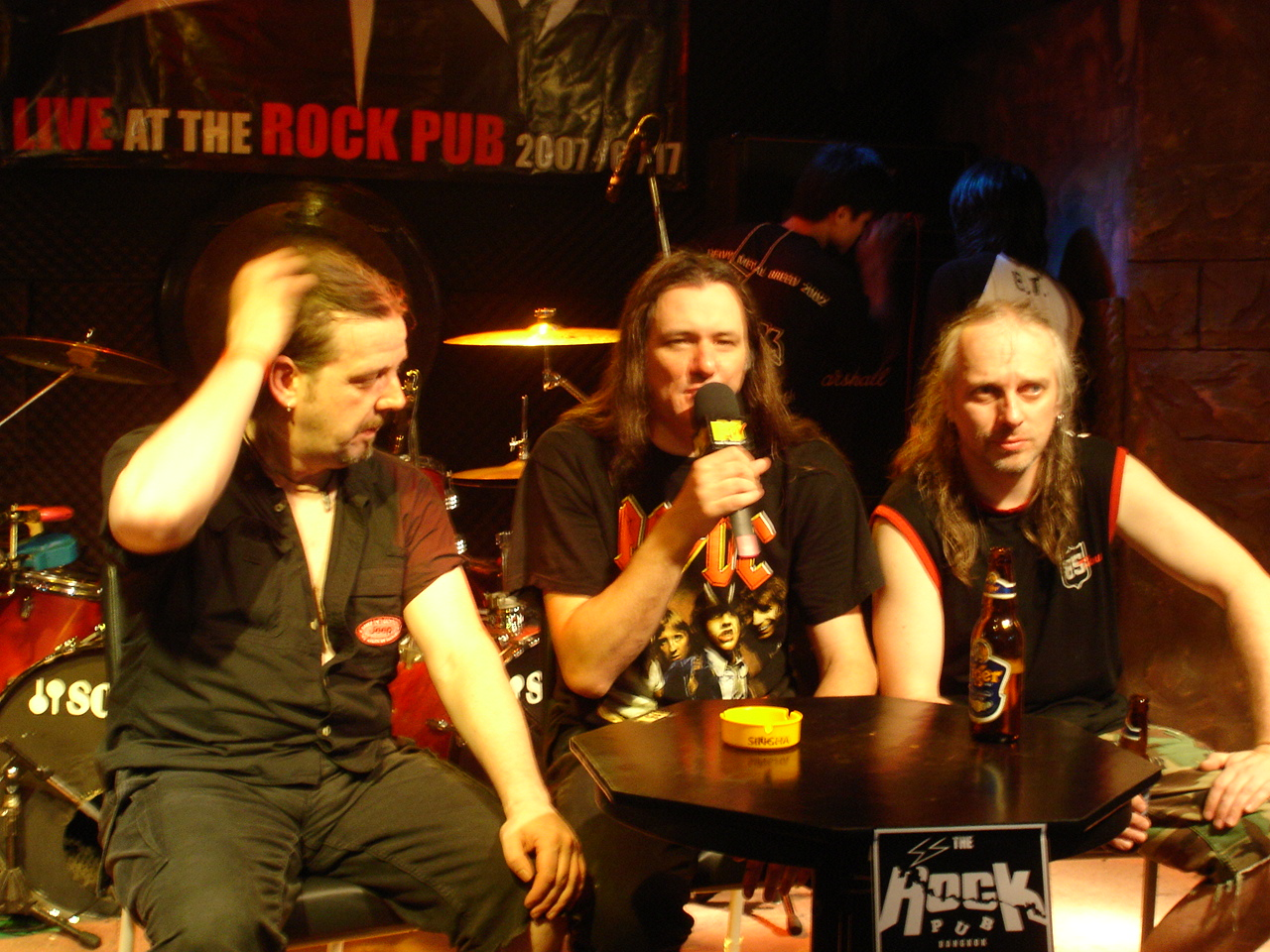
Sodom v Bangkoku (2007)

Album Til Death Do Us Unite (1997) představuje kontroverzní obal, zobrazující břicho těhotné ženy a mužský „pivní mozol“ naproti sobě, svírající lidskou lebku. Toto album znamenalo počátek návratu Sodom k thrashi, ale jeho zvuk byl hodně inspirován kapelami jako Suicidal Tendencies. V tomto albu se také ocitla vysoce kontroverzní píseň a pro Sodom také zároveň jejich nejslavnější videoklip „Fuck the Police“. Po tomto albu se Sodom vrátili do studia a v roce 1999 vydali následovníka Code Red, který znamenal plný návrat ke germánskému thrash metalovému zvuku z 80. let. Jak tomu tak bývá, tak se návrat ke kořenům setkal s obrovsky pozitivní reakcí fanoušků a metalové kritiky. S rokem 2001 přišlo první koncepční album o filmu „Apocalypse Now“ M-16, které nese název podle slavné útočné pušky.
V roce 2003 bylo v Bangkoku nahráno živé dvojalbum s názvem One Night in Bangkok. Další album, z roku 2006, bylo pojmenováno eponymně Sodom a hudebně se drží ve stejném duchu jako jeho předchůdce. Na otázku proč bylo album pojmenováno eponymně Angelripper odpověděl jen, že „každá kapela by měla vydat takto pojmenované album a Sodom to doposud neudělali“. Na rok 2007 kapela přichystala pro své fanoušky live CD a DVD Live Of Depravity, které se stalo největším koncertním počinem, se kterým doposud přišli. Živé album pochází z festivalu Wacken Open Air 2007, kde ten samý rok nahrávali CD a DVD stejně věhlasní Destruction.
V témže roce byl Tom požádán nahrávací společností Steamhammer o všechny záznamy, které byly použity při nahrávání prvního EP In the Sign of Evil. Tom se domníval, že mu naznačili, aby s původními členy Chrisem „Witchhunterem“ Dudkem a Josefem „Grave Violatorem“ Dominicem znovu nahráli EP s bonusovými skladbami. Tak se i stalo a v roce 2007 tedy vyšlo reinkarnované EP The Final Sign of Evil.

### Poslední aktivity (2009–2017)
V roce 2009 se Sodom vrátili na Britské ostrovy zahrát svůj první koncert po 20. letech na festivalu Bloodstock Open Air.
V té době už Sodom postupně začali tlumit intenzitu koncertních vystoupení na několik koncertů za rok. Tom dokonce odmítl nabídku Schmiera z Destruction, aby společně s Tankard odjeli celosvětové turné, jako největší thrashové kapely evropského kontinentu.
30.11.2010 bylo oznámeno, že bubeník Bobby Schottkowski se rozhodl ze Sodom odejít kvůli „osobním a soukromým problémům“ mezi ním a Tomem Angelripperem. Neoficiální zdroje kolem kapely uvádí, že Angelripper na turné sexuálně obtěžoval jeho manželku, která působila v crew kapely, jako drumtechnik.
8.12.2010 byl vybrán nový bubeník byl Markus „Makka“ Freiwald. Na konci ledna 2012 začali Sodom pracovat na svém čtrnáctém studiovém albu, které vyšlo v dubnu 2013 s názvem Epitome of Torture. V rámci propagačnímu turné k tomuto albu odjeli Sodom (po mnoha letech) také krátké turné se zastávkami v Asii (Japonsko, jižní Korea). Už v roce 2014 se v kapele rozběhly práce na dalším studiovém albu, kterému předcházela ještě dvě EP Sacred Warpath a Days Of Retribution. Úplná deska vyšla až 26. srpna 2016 a nese název Decision Day. Obal k ní vytvořil slavný americký malíř metalových artworků Joe Petagno. Ten se proslavil zejména spoluprací na albech slovutných Slayer.

### Změny ve formaci (2018–2020)

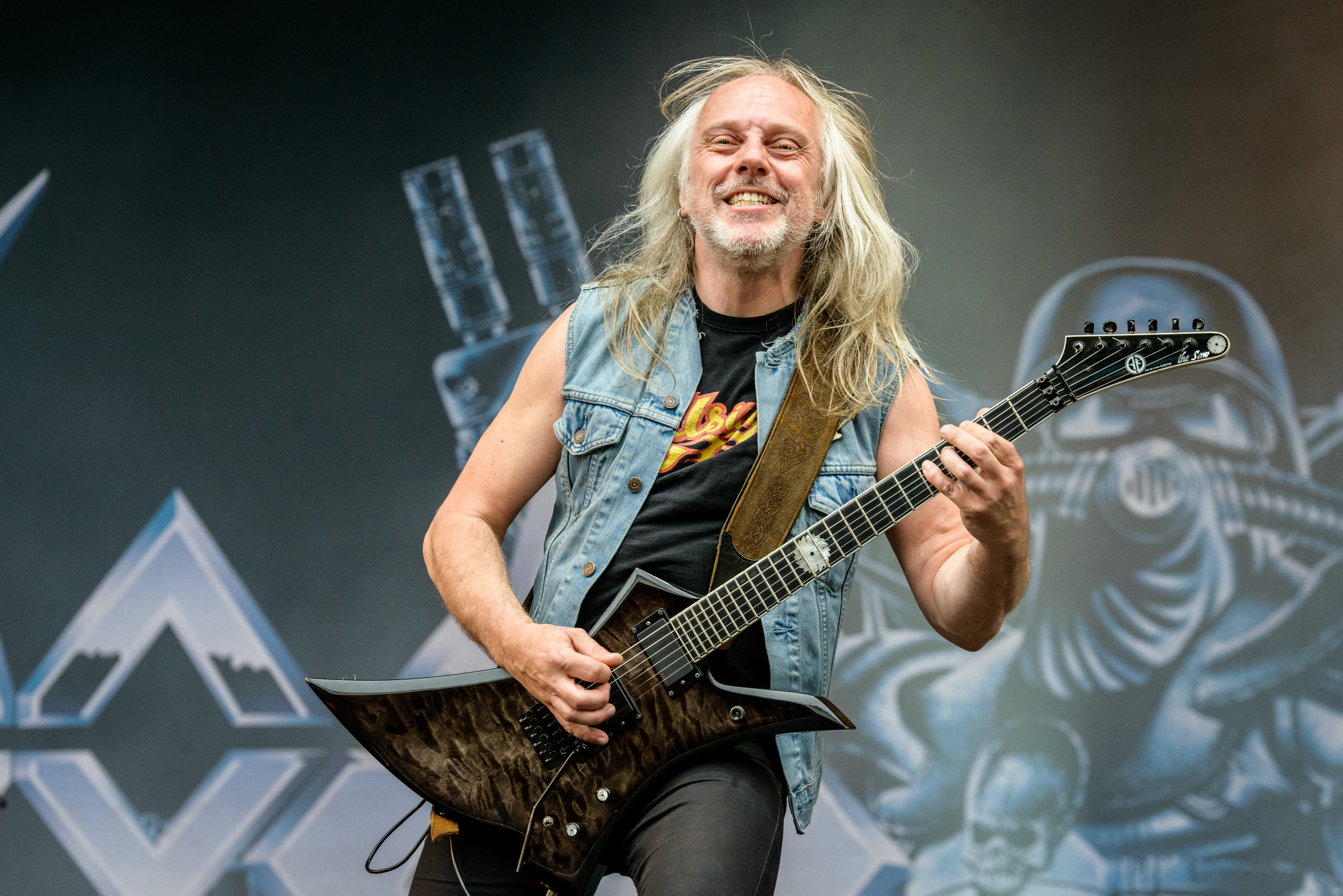
Bernd "Bernemann" Kost roku 2016

Začátkem roku 2018 bylo oznámeno, že zpěvák a baskytarista Tom Angelripper ve skupině jako jediný zůstává, zbylí dva členové byli z kapely odejiti. Podle Angelrippera už v souboru delší dobu panovala napjatá atmosféra, kvůli neshodám s financemi a volbou písní na koncerty. Zatímco Tom chtěl do playlistu zařadit i písně z prapočátků kapely, Bernemann a Makka trvali na hraní současnějších singlů. Kromě sporů o playlisty došlo i na peníze, kdy podle Toma chtěli Makka a Bernemann největší podíly z koncertů. Nadále uvedl, že oba dva „již delší dobu nechápali ducha Sodom“ a hraní naživo brali pouze jako výdělek. Angelripper tak už všechny oznámené koncerty odehrál s novými hudebníky. Překvapivě byla nová sestava Sodom oznámena jako čtyřčlenná, stalo se tak poprvé v její historii! Na pozici prvního kytaristy se po téměř třiceti letech vrátil Frank „Blackfire“ Gosdzik, za bicí usedl bubeník holandských deathmetalistů Asphyx Stephan „Husky“ Huiskens, posledním novým členem je kytarový nováček Yorck Segatz.

### Současnost
V červenci 2018 oznámila kapela (přes svůj oficiální facebookový účet), že všichni členové začali intenzivně pracovat na nástupci alba Decision Day z roku 2016. V závěru roku (konkrétně 23. listopadu) vyšlo EP Partisan, které obsahuje dvě zcela nové skladby („Partisan“ a „Conflagration“) a starší písně („Tired and Red“ a „One Step Over the Line“) natočené živě v květnu 2018 na festivalu RockHard.
Od ledna do začátku listopadu 2019 pak kapela průběžně koncertovala po celé Evropě. Turné zahrnovalo jak klubové koncerty (převážně v Německu), tak i velké festivaly v letní sezóně. Mimo Evropu to pak byl koncert na festivalu Rock Al Parque (30. června) v Bogotě nebo odehrání dvou rozličných setlistů na věhlasném 70 000 Tons Of Metal (31. ledna a 2. února). Do setlistu byly beze změn zařazeny i obě zbrusu nové skladby z EP Partisan.
22. listopadu 2019 vyšlo další EP Out of the Frontline Trench. Obsahuje tři nové skladby – „Genesis XIX“ (z připravovaného alba), „Down On Your Knees“ a „Out of the Frontline Trench“ (pouze na EP), dále skladbu „Agent Orange“ nahranou s novou sestavou a live skladbu „Bombenhagel“. 
13. ledna 2020 oznámil bubeník Husky, že je nucen ze Sodom odejít. Jako důvod uvedl přílišnou pracovní vytíženost v jeho „běžném“ zaměstnání. Již o týden později byl jako nový bubeník přijat Toni Merkel.
31. srpna 2020 bylo na oficiálním facebookovém účtu vydavatele Steamhammer oznámeno, že Sodom dokončili mixování a práce na novém albu. Bylo nahráno ve studiu Woodhouse v německém Hagenu. Už za 14 dní byl odhalen obal, název a datum vydání. 25. září pak vyšel i první singl „Sodom & Gomorrah“ doplněný videoklipem. Samotné studiové album s názvem „Genesis XIX“ vyšlo 27. listopadu 2020. Sodom se zde vrací „ke kořenům“. Současný zvuk je silně ovlivněn kapelami Motörhead a Venom. Přesně tedy tak, jak Sodom před čtyřiceti lety začínali.
V roce 2021 Sodom vystoupili na festivalu „Ostrava v plamenech“. 20. srpna 2021 vyšlo také nové EP „Bombenhagel“. 28. října 2022 vyšlo studiové album „40 Years at War – The Greatest Hell of Sodom“.

## Sestava

### Současná
- Tom Angelripper – zpěv, baskytara (1981–dosud)
- Frank „Blackfire“ Gosdzik – kytara (1986–1989, 2018–dosud)
- Yorck Segatz – kytara (2018–dosud)
- Toni Merkel – bicí (2020–dosud)

### Dřívější členové

#### Kytara
- Frank Testegen – (1983–1984)
- Josef Dominic – (1984–1985)
- Michael Wulf – (1985–1986)
- Uwe Christophers – (1986)
- Uwe Baltrusch – (1989–1990)
- Michael Hoffman – (1990)
- Andy Brings – (1991–1995)
- Dirk Strahlimeier – (1995–1996)
- Bernd „Bernemann“ Kost – (1996–2018)

#### Bicí
- Christian „Witchhunter“ Dudek – (1983–1992)
- Guido Richter – (1993–1996)
- Bobby Schottkowski – (1997–2010)
- Markus „Makka“ Freiwald – (2010–2018)
- Stephan „Husky“ Huiskens – (2018–2020)

## Diskografie

### Studiová alba
- Obsessed by Cruelty (1986)
- Persecution Mania (1987)
- Agent Orange (1989)
- Better Off Dead (1990)
- Tapping the Vein (1992)
- Get What You Deserve (1994)
- Masquerade in Blood (1995)
- 'Til Death Do Us Unite (1997)
- Code Red (1999)
- M-16 (2001)
- Sodom (2006)
- The Final Sign of Evil (2007)
- In War and Pieces (2010)
- Epitome of Torture (2013)
- Decision Day (2016)
- Genesis XIX (2020)
- 40 Years at War – The Greatest Hell of Sodom (2022)

### Koncertní alba
- Mortal Way of Live (1988)
- Marooned Live (1994)
- One Night in Bangkok (2003)
- Live of Depravity (2007)

### EP
- In the Sign of Evil (1985)
- Expurse of Sodomy (1987)
- Ausgebombt (1989)
- The Saw Is the Law (1991)
- Aber Bitte mit Sahne (1993)
- Sacred Warpath (2014)
- Partisan (2018)
- Out of the Frontline Trench (2019)
- Bombenhagel (2021)